# لينو بروكا
كاتالينو أورتيز بروكا (3 أبريل 1939 - 22 مايو 1991)، هو مخرج أفلام فلبيني. يُنظر إليه على نطاق واسع على أنه أحد أكثر صانعي الأفلام الفلبينيين نفوذاً وأهمية في تاريخ السينما الفلبينية. شارك في تأسيس منظمة الفنانين المعنيين في الفلبين (CAP)، المكرسة لمساعدة الفنانين على معالجة القضايا التي تواجه البلاد، وحركة الفنان الحر.  كان عضوا في الائتلاف من أجل استعادة الديمقراطية.
بعد وفاته في حادث سيارة في عام 1991 حصل على جائزة الفنان الوطني للفلبين عن فيلم «لمساهماته الكبيرة في تطوير الفنون الفلبينية». في عام 1997 حصل على وسام الفنان الوطني للسينما بعد وفاته.
ولد بروكا في بيلار، سورسوجون. نشأ وعاش في سان خوسيه، نويفا إيسيجا  وتخرج من مدرسة نويفا إيسيجا الثانوية في عام 1956. أخرج فيلمه الأول Wanted: Perfect Mother. فاز بجائزة أفضل سيناريو في مهرجان مانيلا السينمائي 1970. في وقت لاحق من ذلك العام، فاز أيضًا بجائزة أفضل مخرج من مجلس المواطنين لوسائل الإعلام عن فيلم سانتياغو!
في عام 1974 ، أخرج فيلم «Tinimbang Ka Ngunit Kulang» والذي يحكي قصة مراهق نشأ في بلدة صغيرة وسط مظالمها التافهة والجسيمة. لقي نجاحًا كبيرا في شباك التذاكر، وحصل على جائزة أخرى لأفضل مخرج، هذه المرة من الأكاديمية الفلبينية لفنون السينما والعلوم (FAMAS).
كان فيلم «Insiang (1976)c» أول فيلم فلبيني يُعرض على الإطلاق في مهرجان كان السينمائي. يعتبر من أفضل أفلام التي أخرجها بروكا ويقول البعض إنها رائعته. يركز الفيلم على امرأة شابة تدعى «Insiang» تعيش في منطقة توندو الفقيرة في العاصمة مانيلا. يتناول مأساة الاغتصاب من قبل صديق والدتها.

## وفاته
في 22 مايو 1991، غادر بروكا مع الممثل ويليام لورينزو صالة Spindle Music Lounge، حيث شاهدوا عرضًا من بطولة Malu Barry، في سيارة تويوتا يقودها لورينزو، متوجهة إلى منزله في تاندانغ سورا في كويزون سيتي، مترو مانيلا حوالي الساعة 1:30 صباحًا، اصطدمت السيارة بعمود كهربائي مصنوع من الخرسانة، بعد أن حاول لورينزو تجنب دراجة ثلاثية العجلات تنحرف فجأة نحو مسارها. تم نقل كل من بروكا و لورينزو إلى مركز East Avenue الطبي، حيث تم إعلان وفاة لينو بروكا لدى وصوله، مع وجود الممثل لورينزو في حالة حرجة.

## روابط خارجية
لينو بروكا على موقع IMDb (الإنجليزية)
- لينو بروكا على موقع ألو سيني (الفرنسية)
- لينو بروكا على موقع أول موفي (الإنجليزية)
- لينو بروكا على موقع قاعدة بيانات الأفلام السويدية (السويدية)
- لينو بروكا على موقع قاعدة بيانات الفيلم (الإنجليزية)
- لينو بروكا على موقع كينوبويسك (الروسية)